# 金钢桥

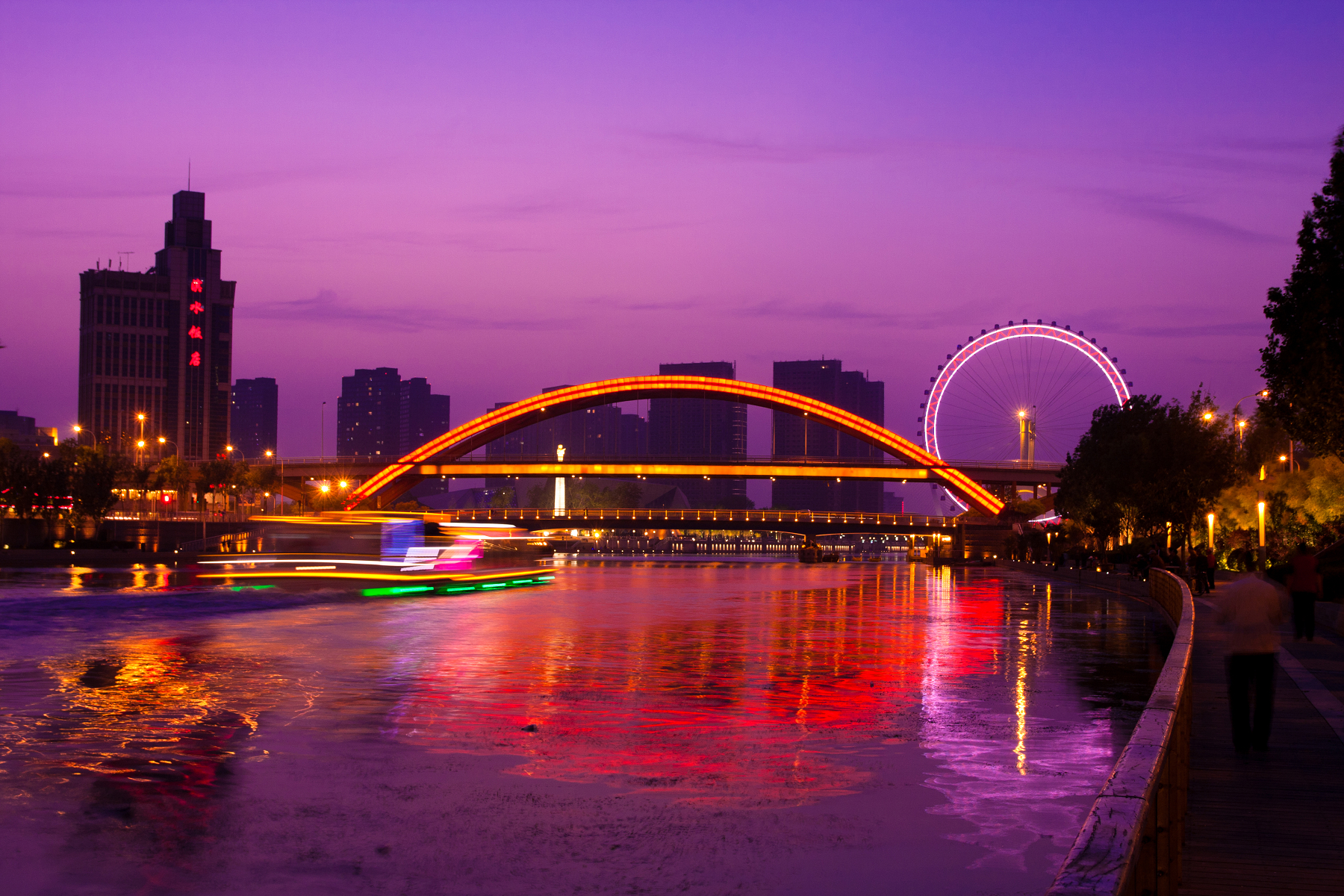
金刚桥夜景

39°08′55″N 117°11′07″E / 39.14856°N 117.18526°E金钢桥是中国天津市连接红桥区与河北区的一座桥梁建筑。始建于1996年，长600米，宽15米，为双层拱桥。前身为始建于1903年的开启式铁桥。目前，金钢桥坐落在中山路南端、横跨海河之上的金钢桥是天津市内重要的交通桥梁之一。

## 历史

### 老桥

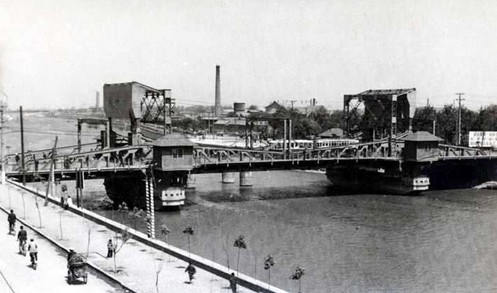
原金刚桥旧影

原金刚桥的开启方式

金钢桥的前身为“窑洼木浮桥”，1901年，袁世凯任直隶总督兼北洋通商大臣之后，于1902年将原驻保定的直隶总督衙门搬移至天津并兴建河北新区。1903年，为了加强河北新区与海河对岸天津老城的沟通和联系，原木浮桥被改建为双叶承梁式钢架桥，并称其为“金钢桥”，桥长76.20米，宽为6.45米，中跨长为11.60米，桥身下部分为三孔。桥台用条石砌筑，桥面铺设有木板，可开启。后来，该桥因不能负重并于1922年在桥下游18米处建另建成一座大型钢梁双叶立转开启式新桥，1924年，新金刚桥竣工。

### 新桥
新金刚桥的设计和材料供应都为美国施特劳开启桥公司承包，天津大昌实业公司主持安装。桥长85.80米，宽为17米，两旁设有宽2米的人行道。新金刚桥的桥墩距桥面24.4米，为钢筋混凝土结构，桥的上部结构为上承式钢桁架，桥基部分设有气压况箱，桥墩和桥台部分为钢筋混凝土结构。桥的两边跨和中跨分别为固定桥孔和双叶立抟开启孔。此外，作为开启桥，新金刚桥可以从中间用电力操纵吊起开成八字形。建新金钢桥之后，旧金钢桥成便桥并于1927年因待修停用。日占天津时期的1942年，日军将金刚桥的桥梁拆除，仅剩下原有的四座桥墩。中华人民共和国成立后，1981年，天津市人民政府利用原有桥墩建成钢架便桥。1996年5月1日，天津市人民政府因金刚桥成为危桥的缘由决定对其进行改建。同年11月20日，新双层拱桥建成并沿用其名，新的金刚桥全长634米，宽为15米，车行道宽14米，两侧人行道各2米。桥上层采用三孔中承式无推力拱桥结构，桥下层利用原有桥墩改建为三孔钢和混凝土组合的箱梁桥。

## 行經金钢桥之公交路线
| 行经巴士路线一览 | 行经巴士路线一览  | 行经巴士路线一览 | 行经巴士路线一览 | 行经巴士路线一览      |
| 编号             | 路线              | 路线             | 路线             | 备注                  |
| ---------------- | ----------------- | ---------------- | ---------------- | --------------------- |
| 1                | 津塔公交站        | ⇆                | 览桥里           | 合并原 612 （第一代） |
| 12               | 喜峰道西          | ⇆                | 梅江西公交站     |                       |
| 34               | 通北路            | ⇆                | 刘园公交站       |                       |
| 469              | 西站公交站（南4） | ⇆                | 江洼口           |                       |
| 609              | 保利玫瑰湾公交站  | ⇆                | 北城街           |                       |
| 610              | 唐山道            | ⇆                | 柴楼新庄园公交站 | 部分班次终点站金钢桥  |
| 619              | 体院北公交站      | ⇆                | 万科新城公交站   | 非工作日首班车06:00   |
| 632              | 喜峰道            | ⇆                | 梅江南公交站     |                       |
| 641              | 富力津门湖公交站  | ⇆                | 未来城公交站     |                       |
| 671              | 新华路百货大楼    | ⇆                | 蓝湖郡公交站     |                       |
| 702              | 通北路            | ⇆                | 金钟新市镇公交站 |                       |
| 818              | 北城街            | ⇆                | 华明新家园北站   | 上下车刷卡            |
| 861              | 西关西公交站      | ⇆                | 登州里           |                       |
| 878              | 蓝海商贸城        | ⇆                | 金谷园公交站     |                       |
| 954              | 金钟河大街公交站  | ⇆                | 渌水道公交站     |                       |

## 周边设施
- 中山路
- 三岔河口
- 古文化街
- 金钢公园
- 望海楼教堂

## 内部链接
- 金钢公园
- 天津海河桥梁列表